# Neoplatyura costalis
Neoplatyura costalis är en tvåvingeart som beskrevs av Loïc Matile 1988. Neoplatyura costalis ingår i släktet Neoplatyura och familjen platthornsmyggor.
Artens utbredningsområde är Nya Kaledonien. Inga underarter finns listade i Catalogue of Life.